# Франсіско Монтесільйо Паділья
Франсіско Монтесільйо Паділья (ісп. Francisco Montecillo Padilla; 17 вересня 1953, Себу, Філіппіни) — філіппінський прелат і ватиканський дипломат. Титулярний архієпископ Неббу з 1 квітня 2006, Апостольський нунцій в Папуа Новій Гвінеї та на Соломонових Островах з 1 квітня 2006 по 10 листопада 2011. Апостольський нунцій в Танзанії з 10 листопада 2011 по 5 квітня 2016, Апостольський нунцій в Кувейті й апостольський делегат на Аравійському півострові з 5 квітня 2016. Апостольський нунцій в Бахрейні й ОАЕ з 26 квітня 2016. Апостольський нунцій в Ємені з 30 липня 2016. Апостольський нунцій в Катарі з 6 травня 2017.